# Старци
Старци са карнавални игри, които се провеждат в карловския квартал Сушица, в сряда, петък и неделя на Сирни заговезни.
Участват две основни групи „старци“ – „баджаци“ и „белогаши“. „Баджаците“ са обути с цели кози кожи и са с високи бели гугли, извезани с тъмни гайтани. На поясите им са окачени големи хлопки. Играят наредени в колона и с определена танцова фигура в 4/4 такт. „Белогашите“ са изцяло в бяло, ризата е извадена над панталоните и е препасана с червен пояс, а на него са навързани овчарски звънци. В ръцете си носят плетена от мъниста змия или кожен колан. Игрите им са в 3/8 такт. От време на време двете групи се срещат и играят под звуците на собствените си звънци.